# Aeropuerto de Long Beach
El Aeropuerto de Long Beach o Long Beach Airport (IATA: LGB, OACI: KLGB, FAA LID: LGB), también conocido como Daugherty Field, se encuentra localizado en Long Beach, California, y sirve a los condados de Los Ángeles y Orange. El aeropuerto era conocido como Long Beach Municipal Airport.

## Instalaciones y aeronaves
El aeropuerto de Long Beach cubre un área de 472 Hectáreas (1,166 acres) a una elevación de 18 m (60 pies) por encima del nivel del mar. Cuenta con tres pistas de aterrizaje de asfalto:
- 12/30 de 3,049 x 61 m (10,003 x 200 pies)
- 8L/26R de 1,887 x 46 m (6,191 x 150 pies)
- 8R/26L de 1,652 x 46 m (5,421 x 150 pies )

También tiene seis helipuertos:
- H1 de 15 x 15 m (50 x 50 pies)
- H2 de 15 x 15 m (50 x 50 pies)
- H3 de 15 x 15 m (50 x 50 pies)
- H4 de 15 x 15 m (50 x 50 pies)
- H5 de 15 x 15 m (50 x 50 pies)
- H6 de 15 x 15 m (50 x 50 pies)

La pista 16L/34R y la pista 16R/34L se cerraron permanentemente el 21 de julio de 2016. La pista 16L/34R era de 1,015 x 23 m (3,330 x 75 pies) y la pista 16R/34L era de 1,362 x 23 m (4,470 por 75 pies). Ambas pistas se quitarán.
En el año que terminó el 1 de diciembre de 2010, el aeropuerto tuvo 329,808 operaciones de aeronaves, un promedio de 903 por día: 87% de aviación general, 10% de aerolíneas, 3% de taxi aéreo y <1% de aviación militar. En ese momento había 435 aviones basados en este aeropuerto: el 69% monomotor, 11% multi-motor, 11% jet y 10% de helicópteros.

## Aerolíneas y destinos
Las puertas del Aeropuerto de Long Beach están divididas en Sala Norte y Sur, con once puertas en total. JetBlue Airways fue el único ocupante de la Sala Norte, la más grande de las dos. Las puertas 1-4 están en la Sala Sur y las puertas 5-11 en la Norte.

### Pasajeros
| Aerolíneas         | Destinos |
| ------------------ | --- |
| Delta Air Lines    | Salt Lake City |
| Delta Connection   | Salt Lake City |
| Hawaiian Airlines  | Honolulu, Kahului |
| Southwest Airlines | Albuquerque, Austin, Baltimore, Chicago-Midway, Dallas-Love, Denver, El Paso, Honolulu, Houston-Hobby, Las Vegas, Nashville, Oakland, Phoenix–Sky Harbor, Reno/Tahoe, Sacramento, Salt Lake City, San José (CA) Estacional: Kahului, Nueva Orleans, Orlando, San Luis |

### Carga
| Aerolíneas    | Destinos            |
| ------------- | ------------------- |
| FedEx Express | Fort Worth/Alliance |
| UPS Airlines  | Louisville          |

### Destinos nacionales
Se brinda servicio a 21 ciudades dentro del país a cargo de 3 aerolíneas.
| Albuquerque (ABQ)    | •  |   |   |   | 1  |
| Austin (AUS)         | •  |   |   |   | 1  |
| Baltimore (BWI)      | •  |   |   |   | 1  |
| Chicago (MDW)        | •  |   |   |   | 1  |
| Dallas (DAL)         | •  |   |   |   | 1  |
| Denver (DEN)         | •  |   |   |   | 1  |
| El Paso (ELP)        | •  |   |   |   | 1  |
| Honolulu (HNL)       | •  | • |   |   | 2  |
| Houston (HOU)        | •  |   |   |   | 1  |
| Kahului (OGG)        | •  | • |   |   | 2  |
| Las Vegas (LAS)      | •  |   |   |   | 1  |
| Nashville (BNA)      | •  |   |   |   | 1  |
| Nueva Orleans (MSY)  | •  |   |   |   | 1  |
| Oakland (OAK)        | •  |   |   |   | 1  |
| Orlando (MCO)        | •  |   |   |   | 1  |
| Phoenix (PHX)        | •  |   |   |   | 1  |
| Reno (RNO)           | •  |   |   |   | 1  |
| Sacramento (SMF)     | •  |   |   |   | 1  |
| Salt Lake City (SLC) | •  |   | • |   | 2  |
| San José (SJC)       | •  |   |   |   | 1  |
| San Luis (STL)       | •  |   |   |   | 1  |
| Total                | 21 | 2 | 1 | 0 | 21 |

## Estadísticas

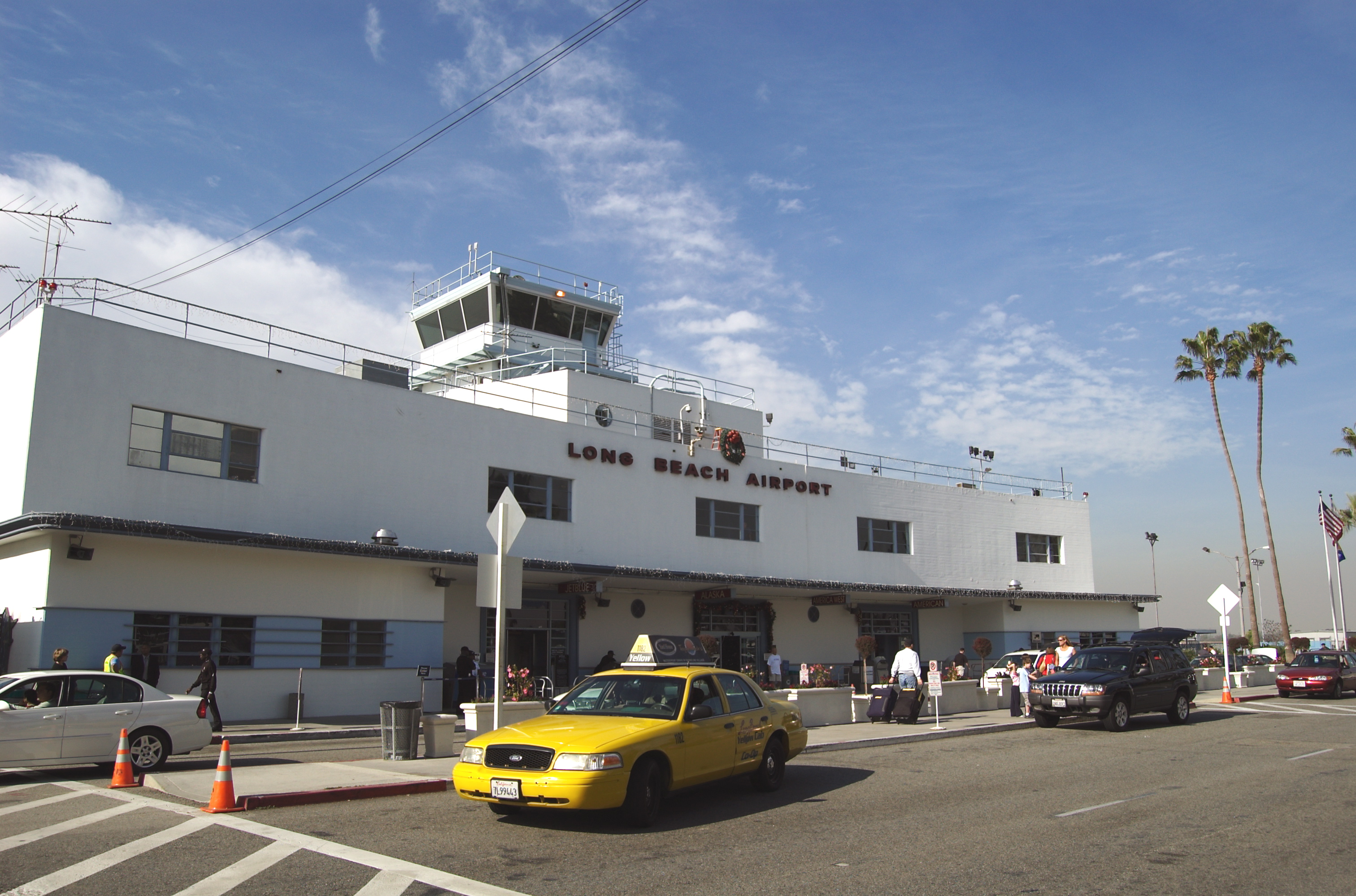
Antiguo edificio terminal del aeropuerto de Long Beach desde la calle.

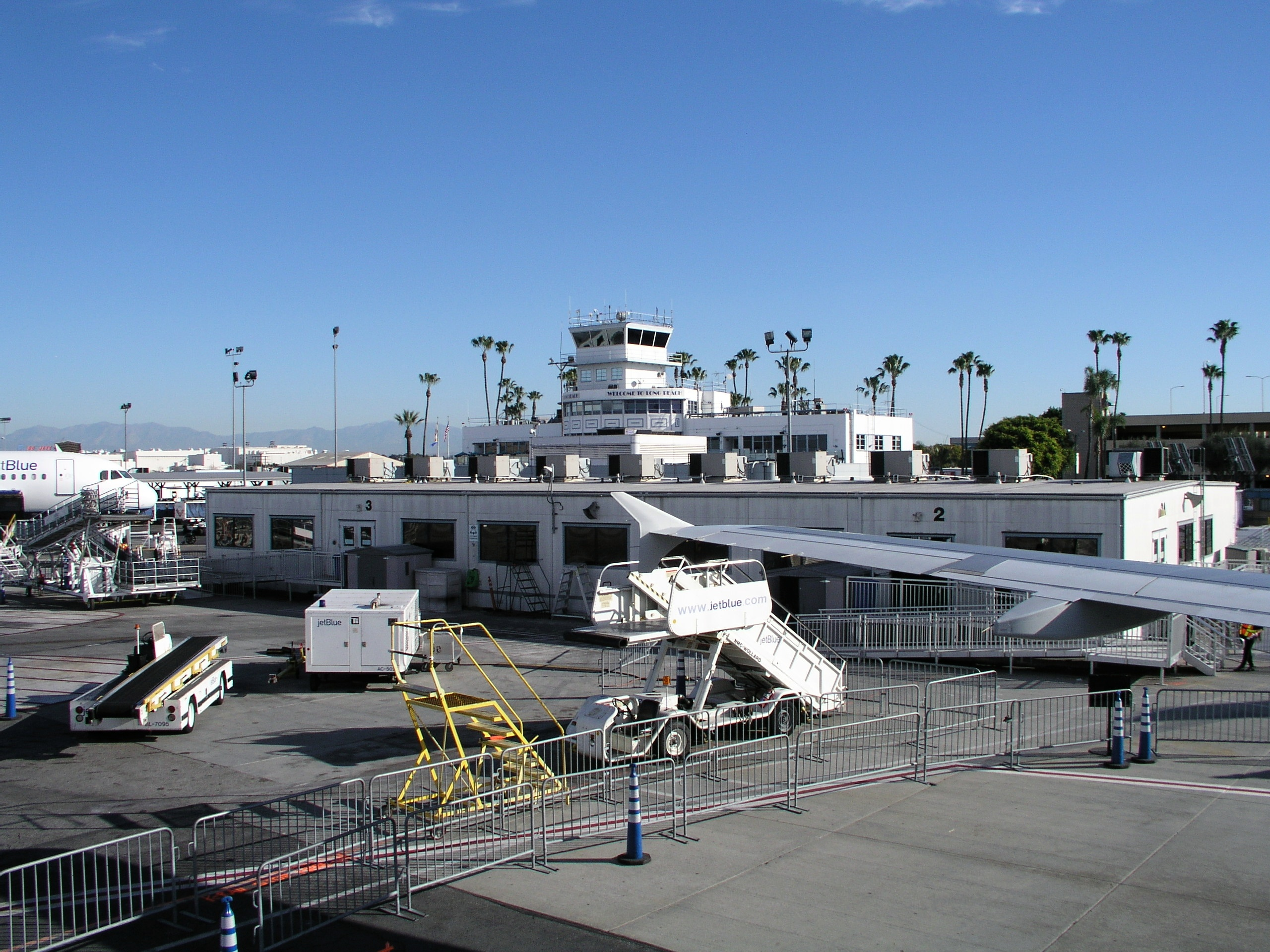
El antiguo edificio terminal visto desde la línea de vuelo en 2009.

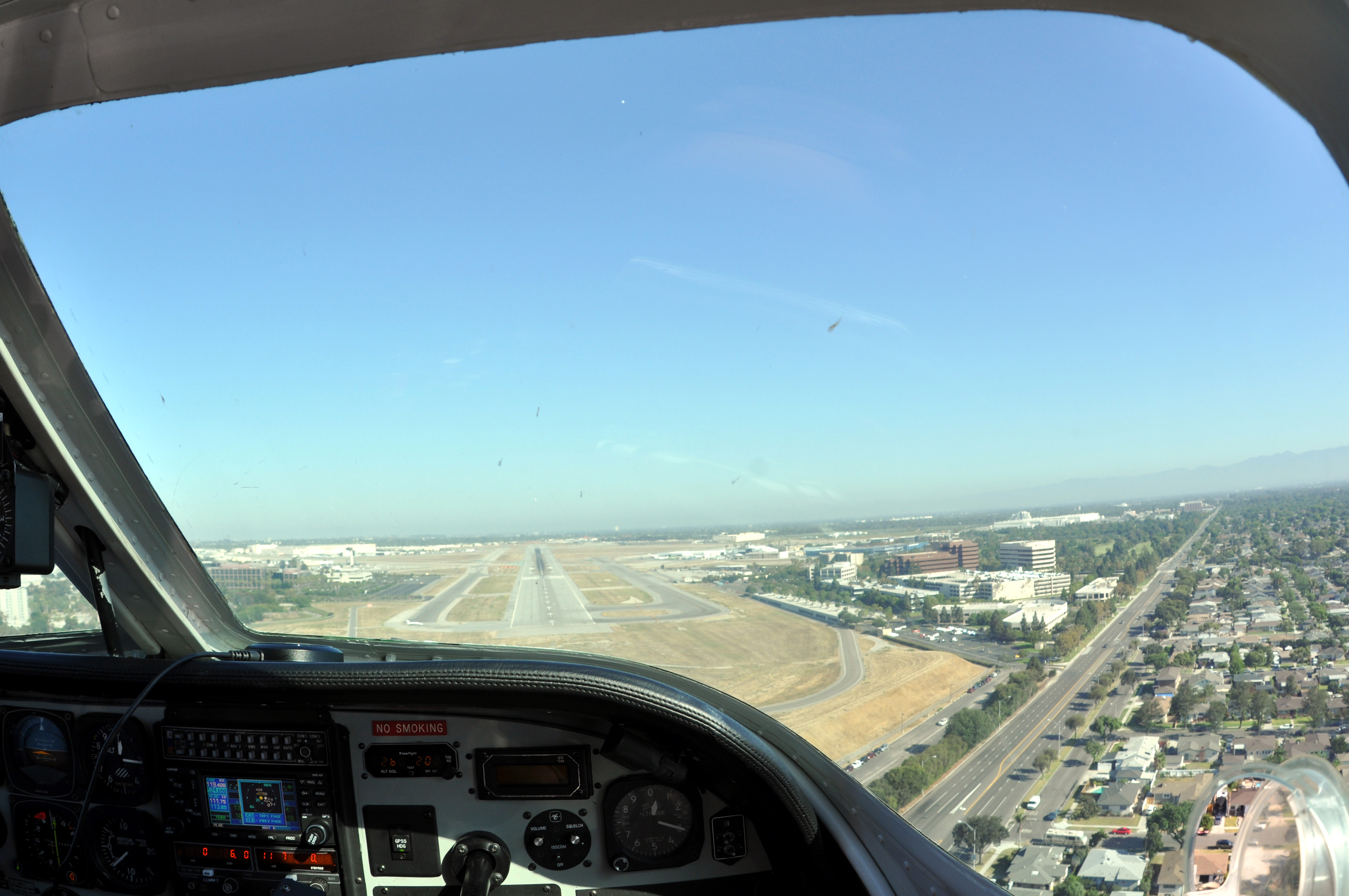
Pista 30 del aeropuerto de Long Beach vista desde un avión antes de aterrizar.

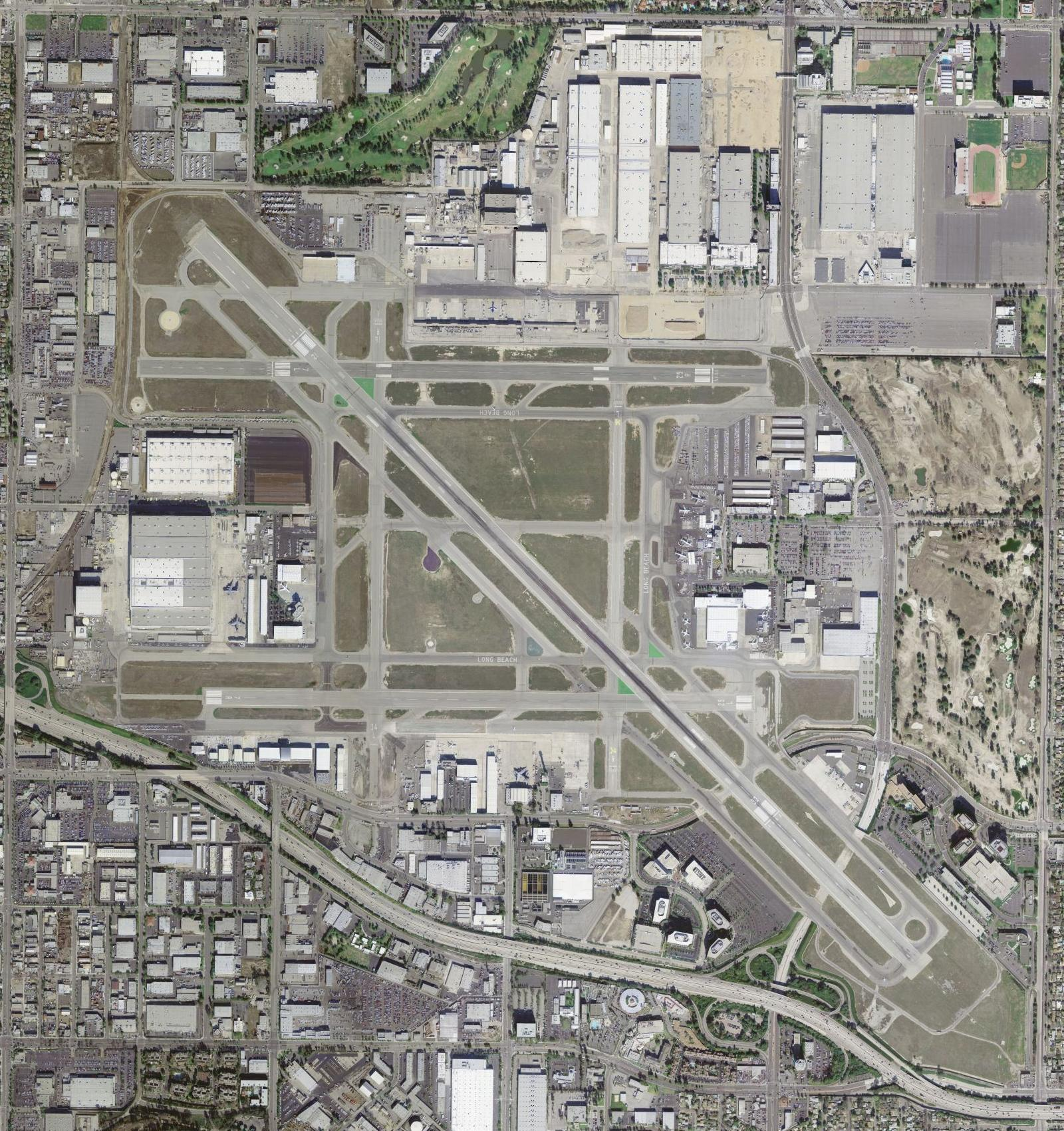
Vista aérea del aeropuerto.

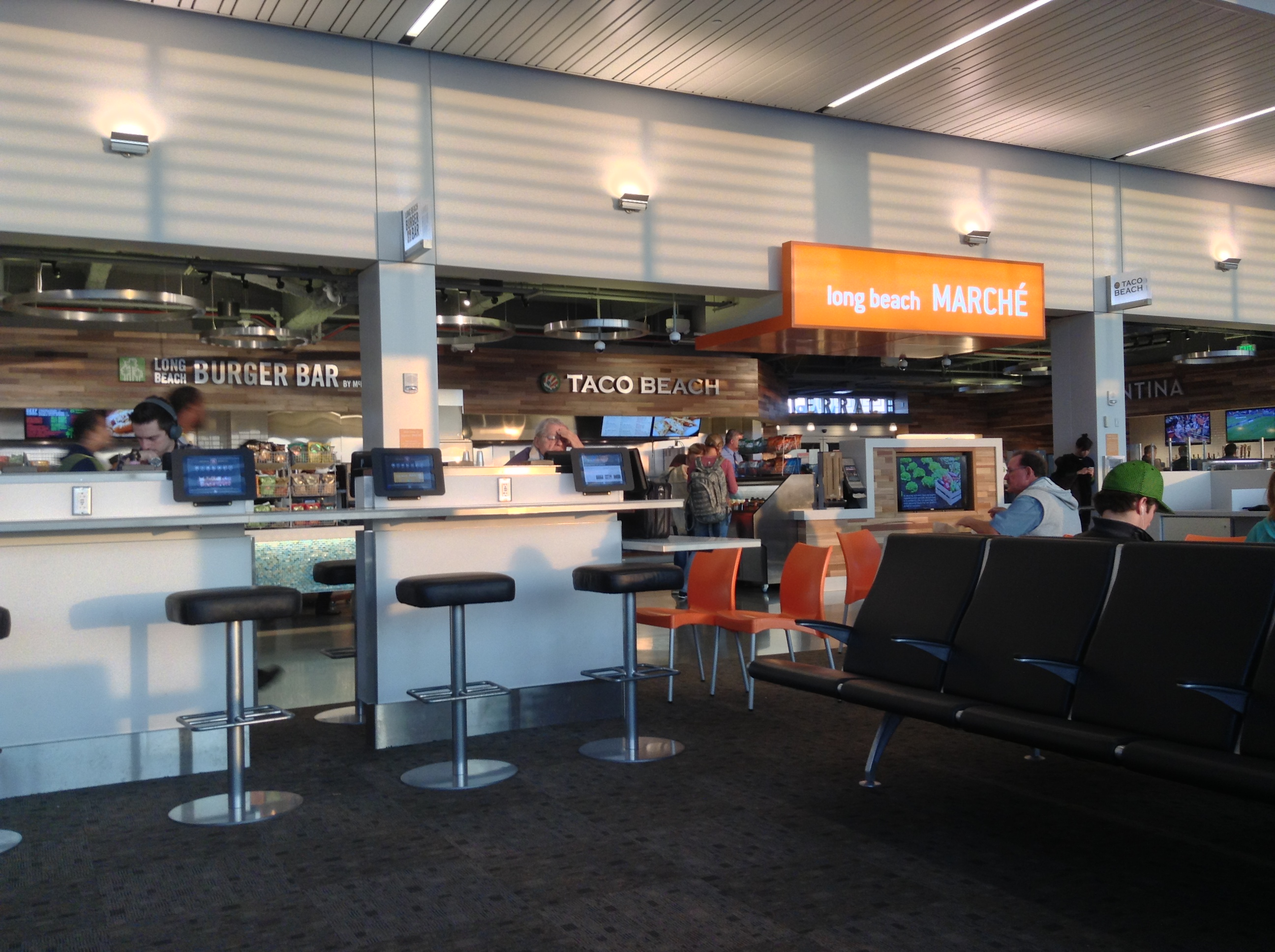
Restarantes en la zona de comida rápida.

### Rutas más transitadas
| Número | Ciudad                 | Pasajeros | Aerolínea                             |
| ------ | ---------------------- | --------- | ------------------------------------- |
| 1      | Las Vegas, Nevada      | 263,000   | Southwest Airlines                    |
| 2      | Sacramento, California | 208,000   | Southwest Airlines                    |
| 3      | Oakland, California    | 175,000   | Southwest Airlines                    |
| 4      | Phoenix, Arizona       | 171,000   | American Eagle, Southwest Airlines    |
| 5      | Salt Lake City, Utah   | 146,000   | Delta Air Lines, Delta Connection     |
| 6      | Denver, Colorado       | 134,000   | Southwest Airlines                    |
| 7      | Honolulu, Hawái        | 119,000   | Hawaiian Airlines, Southwest Airlines |
| 8      | San José, California   | 118,000   | Southwest Airlines                    |
| 9      | Houston, Texas         | 90,000    | Southwest Airlines                    |
| 10     | Dallas, Texas          | 90,000    | Southwest Airlines                    |

### Tráfico anual
| Año  | Pasajeros |  | Año  | Pasajeros |  | Año  | Pasajeros |
| ---- | --------- |  | ---- | --------- |  | ---- | --------- |
| 2000 | 637,853   |  | 2010 | 2,978,426 |  | 2020 | 1,043,773 |
| 2001 | 587,473   |  | 2011 | 3,099,488 |  | 2021 | 2,104,696 |
| 2002 | 1,453,551 |  | 2012 | 3,206,910 |  | 2022 | 3,242,831 |
| 2003 | 2,875,525 |  | 2013 | 2,942,873 |  | 2023 | 3,739,307 |
| 2004 | 2,926,873 |  | 2014 | 2,823,996 |  | 2024 | 4,148,080 |
| 2005 | 3,034,032 |  | 2015 | 2,523,686 |  | 2025 |           |
| 2006 | 2,758,362 |  | 2016 | 2,852,294 |  | 2026 |           |
| 2007 | 2,906,556 |  | 2017 | 3,783,805 |  | 2027 |           |
| 2008 | 2,913,926 |  | 2018 | 3,884,721 |  | 2028 |           |
| 2009 | 2,909,307 |  | 2019 | 3,584,203 |  | 2029 |           |

## Aeropuertos cercanos
Los aeropuertos más cercanos son:
- Aeropuerto Internacional de Los Ángeles (27 km)
- Aeropuerto John Wayne (30 km)
- Aeropuerto de Hollywood Burbank (46 km)
- Aeropuerto Internacional LA/Ontario (56 km)
- Aeropuerto McClellan-Palomar (113 km)